# The Fires of Conscience
The Fires of Conscience er en amerikansk stumfilm fra 1916 af Oscar Apfel.

## Medvirkende
- William Farnum som George Baxter.
- Gladys Brockwell som Margery Burke.
- Nell Shipman som Nell Blythe.
- Henry A. Barrows som Robert Baxter.
- Henry Hebert som Paul Sneed.